# Преплет (уметност)
У визуелној уметности, преплет је декоративни елемент који се налази у средњовековној уметности . У преплитању, траке или делови других мотива су у петљи, плетени и чворови у сложеним геометријским шарама, често да би испунили простор. Преплитање је уобичајено у уметности северне Европе из периода миграција, у уметности раног средњег века на острвима Ирске и Британских острва, нордијској уметности раног средњег века и у исламској уметности .
Замршене плетене и испреплетене шаре, које се у британској употреби називају плетенице, први пут су се појавиле у касноримској уметности у разним деловима Европе, у мозаичким подовима и другим медијима. Коптски рукописи и текстил хришћанског Египта из 5. и 6. века украшени су орнаментом од широких трака који „упадљиво подсећа” на најраније врсте чворова пронађених у острвским уметничким рукописима Ирске и Британских острва . 

## Историја и примена

### Северна Европа
Преплитање је кључна карактеристика украса животињског стила „Style II“ у уметности из периода миграција и налази се нашироко широм северне Европе, а Лангобарди су га пренели у северну Италију. Обично се дуге "траке" на крају завршавају у глави животиње. Отприлике 700. године постаје мање уобичајен у већем делу Европе, али наставља да се развија на Британским острвима и Скандинавији, где се налази на металу, дрворезбарству, руне, високим крстовима и осветљеним рукописима од 7. до 12. века. Уметник Џорџ Бејн окарактерисао је рани острвски чвор који се налази у Book of Durrow из 7. века и фрагменту књиге Јеванђеља катедрале у Дараму као „поломљене и поново спојене“ плетенице.  Неизвесно је да ли су коптски обрасци плетеница пренети директно у хиберно-шкотске манастире из источног Медитерана или су дошли преко Ломбардијске Италије.  Историчар уметности Џејмс Џонсон Свини се залагао за директну комуникацију између скрипторија ранохришћанске Ирске и коптских манастира у Египту. 
Овај нови стил карактерише издужене звери испреплетене у симетричне облике и може се датирати у средину 7. века на основу прихваћеног датирања примера у благу Сатон Ху .  Најсложенији преплетени зооморфи се јављају у уметности из доба Викинга у стилу Урнеса (настала пре 1050), где се витице лиснатог дизајна преплићу са стилизованим животињама. 
Пуни процват северноевропског преплитања десио се у острвској уметности на Британским острвима, где се орнамент у животињском стилу Северне Европе мешао са чворовима на врпци и хришћанским утицајима у делима као што су Books of Kells и Конгски крст .  Читаве странице тепиха биле су осветљене апстрактним шарама, укључујући велику употребу преплета, а камени високи крстови комбинују преплетене плоче са фигуративним. Инсулар интерлаце је копиран у континенталној Европи, блиско у франко-саксонској школи од 8. до 11. века, а мање у другим каролиншким школама илуминације, где је била тенденција да се украсне форме фолирају . У романичкој уметности они су постали типични, а преплет генерално много мање сложен. Постоје и неки животињски облици.

### Исламска уметност
Геометријски обрасци преплитања су уобичајени у исламском орнаменту. Могу се сматрати посебном врстом арабеска . Омајадске архитектонске елементе као што су подни мозаици, прозорске решетке, резбарије и зидне слике, и украсни метални радови од 8. до 10. века, прате замршене преплитање уобичајене у каснијој средњовековној исламској уметности . Преплетене обраде се такође налазе у куфској калиграфији .

### Јужна Европа
Преплет и чворови се често налазе у византијској уметности, настављајући римску употребу, али им се не придаје велика важност. Један значајан пример распрострањене локалне употребе преплета је преплет са три врпце који се налази у раносредњовековној Хрватској на каменим резбаријама од 9. до 11. века.
Преплитање има широку примену у време градитељске школе Српског Мораве од 14. до 15. века. Коришћене су на и унутар цркава и манастира, као и у верској литератури. 
Преплитања су такође важан украс који се користи у архитектури Бранковенеска, архитектонском стилу који је еволуирао у Румунији током владавине принца Константина Бранковеануа крајем 17. и почетком 18. века. Касније, крајем 19. века и првој половини 20. века, биће поново употребљен у румунској архитектури препорода .

## Галерија
- Острво животиње и преплет чворова, Линдисфарнова јеванђеља, почетак 8. века
- Страница из Књиге о Дими са једноставним преплетеним бордурама, 8. век
- Киркиард Стоне, Аберлемо, Шкотска, в. 800
- Рунски камен Арентуна са испреплетеном животињом, Уппланд, Шведска
- Детаљ украшеног иницијала „Т“ са испуном траке и испреплетеним животињским мотивом, Келска књига, в. 800
- Страница са тепихом из арапског илуминираног рукописа из 11. века
- Фолија из рукописа Кур'ана са испреплетеним рубом, 1182
- Романички преплет, "насељен" фигурама, Северна Енглеска, 1190-1200